# Liste der Baudenkmäler in Kirchham (Landkreis Passau)
Auf dieser Seite sind die Baudenkmäler in der niederbayerischen Gemeinde Kirchham zusammengestellt. Diese Tabelle ist eine Teilliste der Liste der Baudenkmäler in Bayern. Grundlage ist die Bayerische Denkmalliste, die auf Basis des Bayerischen Denkmalschutzgesetzes vom 1. Oktober 1973 erstmals erstellt wurde und seither durch das Bayerische Landesamt für Denkmalpflege geführt wird. Die folgenden Angaben ersetzen nicht die rechtsverbindliche Auskunft der Denkmalschutzbehörde.

## Baudenkmäler nach Ortsteilen

### Kirchham
| Lage                                                                  | Objekt                                 | Beschreibung | Akten-Nr.             | Bild                                   |
| --------------------------------------------------------------------- | -------------------------------------- | --- | --------------------- | -------------------------------------- |
| Georg-Ettlinger-Straße 9 (Standort)                                   | Vierseithof                            | Barockisierend, von Franz Rank, 1921; Hauptgebäude zweigeschossiger und giebelständiger Schopfwalmdachbau mit Dachvorschuss, Treppentürmen, Putzgliederungen und Giebelschroten; Torhaus dreigeschossiger und traufständiger Satteldachbau mit korbbogiger Durchfahrt und Bändergliederung; Ostflügel, zweigeschossiger Stallstadel mit Satteldach, Bändergliederungen und zwei korbbogigen Toren; Westflügel, Pferdestall, zweigeschossiger und giebelständiger Satteldachbau mit korbbogiger Eckeinfahrt und stichbogigen Öffnungen. | D-2-75-130-2 Wikidata | Vierseithof                            |
| Georg-Ettlinger-Straße 11 (Standort)                                  | Nebengebäude eines Vierseithofes       | Zweigeschossiger, gewinkelter Ziegelbau mit Sattel- und Walmdächern, korbbogiger Toreinfahrt, Sonnentor, Fußgängerpforte und Streifengliederungen, im Ostflügel Stallstadel mit Traufschrot, 2. Hälfte 19. Jahrhundert | D-2-75-130-3 Wikidata | Nebengebäude eines Vierseithofes       |
| Kirchplatz 4 (Standort)                                               | Katholische Pfarrkirche St. Martin     | Zentralisierende Saalkirche mit eingezogenem Polygonalchor, Chorflankenturm, Schweifgiebel und Pilastergliederung, Chor und Turm im Kern spätgotisch, Langhausumbau ab 1725 nach Plänen von Johann Michael Fischer, Turmkuppel 1907, Kirche nach Brand durch die Gebrüder Rank 1914–16 erneuert und verlängert; mit Ausstattung; Friedhofskapelle, Satteldachbau mit Schweifgiebel, Rahmengliederungen und polygonalem Turm mit Laterne, neubarock, nach 1914; Friedhofsmauer, Tuffsteinmauerwerk, wohl noch spätmittelalterlich       | D-2-75-130-1 Wikidata | weitere Bilder                         |
| Pfarrer-Stirner-Straße 3 (Standort)                                   | Ehemals Pfarrhaus, heute Hotel-Gasthof | Zweigeschossiger und firstparalleler Walmdachbau mit Pilasterportal und Putzgliederungen, 1720, nach Umbau nur noch Reste erhalten | D-2-75-130-4 Wikidata | Ehemals Pfarrhaus, heute Hotel-Gasthof |
| Schwenghammer Straße 2 b (früher Pfarrer-Stirner-Straße 5) (Standort) | Ehemals Bauernhaus                     | Zweigeschossiger und traufständiger, teilweise versteinerter und verkleideter Blockbau mit vorschießendem Satteldach, Zwerchhaus, Balkon, Mitte 19. Jahrhundert, Dach aufgesteilt | D-2-75-130-5 Wikidata | Ehemals Bauernhaus                     |

### Eggen
| Lage                     | Objekt                                   | Beschreibung | Akten-Nr.              | Bild                                     |
| ------------------------ | ---------------------------------------- | --- | ---------------------- | ---------------------------------------- |
| Hutterbauer 1 (Standort) | Wohnhaus des Vierseithofes „Hutterbauer“ | Rottaler Bauernhaus, zweigeschossiger und giebelständiger Blockbau mit zwei Giebelschroten und vorschießendem Flachsatteldach, bezeichnet 1786 und 1826 | D-2-75-130-9 Wikidata  | Wohnhaus des Vierseithofes „Hutterbauer“ |
| Maderbauer 1 (Standort)  | Wohnhaus des Vierseithofes Maderbauer    | Wohnhaus des Vierseitshofes Maderbauer, Rottaler Bauernhaus, zweigeschossiger und giebelständiger Blockbau mit zwei Giebelschroten und vorschießendem Flachsatteldach, bezeichnet 1786 | D-2-75-130-10 Wikidata | Wohnhaus des Vierseithofes Maderbauer    |
| Pirmaier 1 (Standort)    | Vierseithof „Zum Pirmaier“               | Wohnhaus, zweigeschossiger und giebelständiger, teilweise verschindelter Blockbau mit Flachsatteldach und Giebelschrot, die Südhälfte später durch Ausmauerung erneuert Nördliches Nebengebäude, zweigeschossiger, verputzter Ziegelbau mit Traufschrot, Satteldach mit Schopfwalm im Westen Südliches Nebengebäude, zweigeschossiger Satteldachbau mit Traufschrot, Traidkasten und Remise Östlich Stadel, verputzter Ziegelbau mit Satteldach; Gebäude durch Tore verbunden;18./19. Jahrhundert (Anmerkungː Zum Aufnahmetag am 12. Juni 2020 wurden an der gesamten Hofstelle umfangreiche Sanierungsmaßnahmen durchgeführt) | D-2-75-130-8 Wikidata  | Vierseithof „Zum Pirmaier“               |
| Scheikl 1 (Standort)     | Hofstelle „Zum Scheikl“                  | Dreiflügelige, nach Osten geschlossene Anlage Wohnhaus, zweigeschossiger und traufständiger Blockbau mit vorschießendem Flachsatteldach, hofseitigen Giebelschroten, verbrettertem Giebelschrot auf der Nordseite, profilierten Türstürzen, bezeichnet 1798 Hofmauer mit stichbogiger Einfahrt und Fußgängerpforte Südflügel, zweigeschossiger Stallstadel mit giebelständigem Satteldach Westflügel, Stadel mit Steildach, Durchfahrt und Remise, verbretterter Ständerbau Nordflügel, Stall mit Heuboden, zweigeschossiger Satteldachbau; alle Nebengebäude Anfang 19. Jahrhundert                                           | D-2-75-130-7 Wikidata  | Hofstelle „Zum Scheikl“                  |
| Scheikl 1 (Standort)     | Wegkapelle                               | Giebelständiger Satteldachbau mit korbbogigem Eingang, 2. Viertel 19. Jahrhundert | D-2-75-130-11 Wikidata | Wegkapelle                               |

### Erlbach
| Lage                  | Objekt      | Beschreibung | Akten-Nr.              | Bild        |
| --------------------- | ----------- | --- | ---------------------- | ----------- |
| Am Anger 7 (Standort) | Bauernhaus  | Wohnteil eines ehemaligen Bauernhauses, zweigeschossiger und giebelständiger Obergeschoss-Blockbau mit verschaltem Giebel, Mitte 19. Jahrhundert | D-2-75-130-12 Wikidata | Bauernhaus  |
| In Erlbach (Standort) | Dorfkapelle | Walmdachbau mit Dachreiter, 1957; mit Ausstattung der älteren Kapelle                                                                            | D-2-75-130-14 Wikidata | Dorfkapelle |

### Hof
| Lage                     | Objekt                           | Beschreibung | Akten-Nr.              | Bild                             |
| ------------------------ | -------------------------------- | --- | ---------------------- | -------------------------------- |
| Wendlmuthfeld (Standort) | Wegkapelle, heute Lourdeskapelle | Halbrund schließender und traufständiger Satteldachbau mit schmalen Strebepfeilern, Mitte 19. Jahrhundert; mit Ausstattung | D-2-75-130-15 Wikidata | Wegkapelle, heute Lourdeskapelle |

### Ort
| Lage                | Objekt                                  | Beschreibung | Akten-Nr.              | Bild                                    |
| ------------------- | --------------------------------------- | --- | ---------------------- | --------------------------------------- |
| Flur Ort (Standort) | Hofkapelle                              | Giebelständiger Satteldachbau mit Putzgliederungen, Mitte 19. Jahrhundert | D-2-75-130-17          | Hofkapelle                              |
| Ort 4 (Standort)    | Rottaler Bauernhaus eines Vierseithofes | Zweigeschossiger Blockbau mit vorschießendem Flachsatteldach, Giebelschrot und Blechdach, 2. Hälfte 19. Jahrhundert; Ostflügel, Remise mit Traidkasten, zweigeschossiger, verbretterter Ständerbau mit Blockbau-Obergeschoss und vorschießendem Flachsatteldach, bezeichnet 1789 | D-2-75-130-16 Wikidata | Rottaler Bauernhaus eines Vierseithofes |
| Flur Ort (Standort) | Wegkreuz                                | Arma–Christi–Kreuz in Blechschnittechnik, bezeichnet 1929 | D-2-75-143-78          | Wegkreuz                                |

### Schambach
| Lage                                 | Objekt      | Beschreibung                                                                                              | Akten-Nr.              | Bild        |
| ------------------------------------ | ----------- | --- | ---------------------- | ----------- |
| Harter Straße 1 (Standort)           | Stadel      | Giebelständiger Satteldachbau mit Fassadenmalerei in Gefachen, bezeichnet 1914                            | D-2-75-130-19 Wikidata | Stadel      |
| Rotthalmünsterer Straße 6 (Standort) | Einfirsthof | Wohnteil zweigeschossiger und traufständiger, verschalter Blockbau mit vorschießendem Satteldach, um 1860 | D-2-75-130-20 Wikidata | Einfirsthof |

### Staubermühle
| Lage                      | Objekt          | Beschreibung | Akten-Nr.              | Bild            |
| ------------------------- | --------------- | --- | ---------------------- | --------------- |
| Staubermühle 1 (Standort) | Ehemalige Mühle | Wohnhaus, zweigeschossiger und giebelständiger, verschindelter Blockbau mit vorschießendem Satteldach und kleinem Giebelschrot, im Kern 18. Jahrhundert Mühle, dreigeschossiger und traufständiger Satteldachbau mit Kniestock, Stichbogenöffnungen und zweigeschossigem Maschinenhaus, 2. Hälfte 19. Jahrhundert | D-2-75-130-21 Wikidata | Ehemalige Mühle |

### Tutting
| Lage                         | Objekt                | Beschreibung | Akten-Nr.              | Bild                  |
| ---------------------------- | --------------------- | --- | ---------------------- | --------------------- |
| Dorfstraße 1 (Standort)      | Ehemaliges Bauernhaus | Zweigeschossiger und giebelständiger, auf der West- und Südseite versteinerter Blockbau mit vorschießendem, später aufgesteiltem Satteldach und Traufbalkon, 1. Hälfte 19. Jahrhundert | D-2-75-130-26 Wikidata | Ehemaliges Bauernhaus |
| Dorfstraße 10 (Standort)     | Vierseithof           | Wohngebäude des Vierseithofes, zweigeschossiger Walmdachbau mit Mezzanin, Putzgliederungen und Loggia, bezeichnet 1876 Südflügel, zweigeschossiger Satteldachbau mit stichbogigen Öffnungen, Hoftor, Arkaden im Remisenteil und Putzgliederungen, gleichzeitig Nordflügel, Stallstadel mit Satteldach, korbbogiger Eingangsöffnung und böhmischem Kappengewölbe, gleichzeitig | D-2-75-130-25 Wikidata | weitere Bilder        |
| Dorfstraße 17, 19 (Standort) | Ehemals Mühle         | Müllerhaus, zweigeschossiger und traufständiger Blockbau im Rottaler Typ mit vorschießendem Flachsatteldach und zwei Giebelschroten, im Erdgeschoss teilweise versteinert, 1764 ehemalige Getreidemühle, zweigeschossiger und traufständiger Halbwalmdachbau mit Pilasterportal und Bändergliederung, 1806, im Kern älter ehemaliges Wohnhaus, zweigeschossiger und traufständiger Satteldachbau mit Dachvorschuss, Eckquaderungen und stichbogigen Öffnungen, 2. Hälfte 19. Jahrhundert ehemalige Sägemühle mit Mühlwerk und Wasserrad, verschalter Ständerbau mit Satteldach, 19./20. Jahrhundert Mühlkanal, 18./19. Jahrhundert, zum Teil betonierte Ufermauern | D-2-75-130-23 Wikidata | weitere Bilder        |
| In Tutting (Standort)        | Dorfkapelle           | Polygonal schließender und giebelständiger Satteldachbau mit Schweifgiebel, Glockendachreiter und Lisenengliederung, wohl spätes 19. Jahrhundert; mit Ausstattung | D-2-75-130-22 Wikidata | Dorfkapelle           |

## Ehemalige Baudenkmäler
In diesem Abschnitt sind Objekte aufgeführt, die früher einmal in der Denkmalliste eingetragen waren, jetzt aber nicht mehr. Objekte, die in anderem Zusammenhang also z. B. als Teil eines Baudenkmals weiter eingetragen sind, sollen hier nicht aufgeführt werden. Aktennummern in diesem Abschnitt sind ehemalige, jetzt nicht mehr gültige Aktennummern.

| Lage                                   | Objekt                         | Beschreibung                                                                                                   | Akten-Nr.              | Bild |
| -------------------------------------- | ------------------------------ | --- | ---------------------- | ---- |
| Kirchham Winklmanngasse 3 b (Standort) | Bauernhaus eines Dreiseithofes | Bauernhaus eines Dreiseithofes, Blockbau mit Giebelschroten, bezeichnet mit „1838“                             | D-2-75-130-6           | BW   |
| Erlbach Erlbacher Straße 6 (Standort)  | Einfirsthof                    | Einfirsthof, z. T. offener Blockbau, 18./19. Jahrhundert                                                       | D-2-75-130-13 Wikidata | BW   |
| Freudenstein 2 (Standort)              | Stadel                         | Zugehöriger großer verbretterter Stadel mit gebogenen Kopfbügen, Anfang 19. Jahrhundert                        | D-2-75-130-18 Wikidata | BW   |
| Tutting alte Haus-Nr. 37 (Standort)    | Bauernhaus                     | verschalter Blockbau mit Brettbalusterschrot, gemaltes Votivbild als Türaufsatz, zweite Hälfte 19. Jahrhundert | D-2-75-130-24 Wikidata | BW   |
| Weinberg Mühlenweg 9 (Standort)        | Kleiner Hakenhof               | zum Teil offener Blockbau mit Flachsatteldach, zweites Viertel 19. Jahrhundert                                 | D-2-75-130-27 Wikidata | BW   |